# Enaresøen
Enaresøen (eller Enare, svensk: Enare träsk, finsk: Inarijärvi eller Inarinjärvi, nordsamisk: Anárjávri, enaresamisk: Aanaarjävri, skoltesamisk: Aanarjäuʹrr) er en indsø nord for polarcirklen i Enare kommune i landskabet Lappland, Finland. Indsøen er den tredjestørste i Finland med et areal på 1.040 km². Søen er normalt islagt fra november til juni.
Enaresøen afvandes gennem Pasvikelven, der udmunder i Bøkfjorden. Gennem Varangerfjorden har Bøkfjorden forbindelse med Barentshavet. Over en strækning på 112 km er Pasvikelven grænseflod mellem Norge og Rusland.
68°57′35″N 27°36′06″Ø / 68.95965°N 27.60171°Ø